# كيد كويل
كيد كويل (بالإنجليزية: Cade Cowell)‏ هو لاعب كرة قدم أمريكي في مركز الهجوم، ولد في 14 أكتوبر 2003 في سيريس في الولايات المتحدة. لعب مع سان خوسيه إيرثكويكس ونادي رينو 1868.

## وصلات خارجية
- español على موقع الدوري الأمريكي (الإنجليزية)
- español على موقع قاعدة بيانات كرة القدم.إي يو (الإنجليزية)
- español على موقع ناشيونال فوتبول تيمز (الإنجليزية)
- español على موقع Soccerway.com (الإنجليزية)